# 清水新二
清水 新二（しみず しんじ、1947年 - ）は、日本の学術博士。専門は家族社会学と社会病理学。奈良女子大学名誉教授、放送大学大学院客員教授、千葉いのちの電話理事。主要研究領域は、1. 自死と自死遺族支援問題、2. 家族問題論、3. アルコール問題の社会学的研究。

## 来歴
東京都生まれ。1970年国際基督教大学社会科学科卒、1976年明治学院大学大学院社会学研究科博士課程満期退学（この間フルブライト奨学生としてスタンフォード大学大学院留学）。
東京都精神医学総合研究所社会精神医学部門研究員、大阪市立大学生活科学部家族社会学講座講師、1987年助教授、98年国立精神・神経センター精神保健研究所精神保健計画部システム開発研究室室長、同精神保健部部長、2002年「アルコール関連問題の社会病理学的研究」で大阪市立大学学術博士。同年奈良女子大学生活環境学部生活文化学講座教授。2010年定年退官。放送大学客員教授。大阪市自殺対策連絡協議会部会長。2016年より日本社会病理学会会長。この他、ハンガリー科学アカデミー社会学研究所客員研究員（日本学術振興会派遣）、米国ニューヨークにて Medical Center客員研究員（フルブライト財団派遣）、厚生省公衆衛生審議会・精神保健部会アルコール関連問題専門委員会委員、ＷＨＯ国際アルコール関連問題会議の日本側専門委員、厚生労働省自殺未遂者・自殺者遺族等のケアに関する検討委員会委員、人事院自殺防止専門家会議委員なども務める。大阪府自殺対策連絡協議会座長および大阪市自殺防止部会部会長、奈良県自殺対策連絡協議会委員、非営利特定NPO京都自死・自殺相談センター理事長、日本社会病理学会会長を歴任。現在、奈良女子大学名誉教授、放送大学大学院客員教授、千葉いのちの電話理事。
兼任非常勤講師歴は、成蹊大学、明治学院大学、東京女子大学、愛媛大学、埼玉大学、聖心女子大学、東洋大学、山口大学、放送大学、広島県立大学、県立滋賀大学、高千穂大学。

## 主要論文
1. 「精神障害と社会的態度仮説の実証的研究－アルコール症の場合－」『社会学評論』40:1, 31-45.
2. 「アルコール依存症の家族システムとその変化」『家族療法研究』7:1, 3-13.
3. 「家族精神保健論序説－現代家族の私事化状況をめぐって－」『精神保健研究』37, 137-150.
4. 「専門的医療援助と家族の困惑」『家族研究年報』19, 30-41.
5. 「家族問題・家族病理研究の回顧と展望」『家族社会学研究』10:1, 31-83.
6. 「薬物イメージの形成とマスコミ報道」『日本アルコール・薬物医学会雑誌』<日本アルコール・薬物医学会最優秀論文賞受賞> 33:2, 100-111.
7. 「アルコール依存症の軽症化をめぐって－全国8精神病院調査より－」『精神神経学雑誌』101:5, 411-426.
8. Natural disasters and alcohol consumption in a cultural context: the Great Hanshin Earthquake in Japan. Addiction 95 (4)529-536, 2000.
9. 「退職前のストレス―平成10年の自殺率急増をめぐる時代効果と世代効果」『ストレス科学』14(4):222-230, 2000．
10. )「全国代表標本による日本人の飲酒実態とアルコール関連問題―健康日本21の実効性を目指して―」『日本アルコール・薬物医学会雑誌』39:3 <日本アルコール・薬物医学会最優秀論文賞受賞> 189-206, 2004.
11. 「ドメスティック・バイオレンスと飲酒問題―全国住民調査結果から―」『日本アルコール・薬物医学会雑誌』40:2, 80-94, 2005.
12. 「ドメスティック・バイオレンスの家族社会学的研究―非対称性仮説と世代間伝達仮説をめぐって―」『家族社会学研究』18:2, 92-102, 2007.
13. 「自死遺族の免責性と自死防止システム」『自殺予防と危機介入』30:1（日本自殺予防学会）3-9, 2010．
14. 「大都市圏住民のメンタルヘルスと自殺念慮－自殺に関するジェンダーパラドクスー」『現代の社会病理』27:75-92, 2012
15. 「なぜ“自殺”でなく“自死”なのかー言葉の置換え効果」『創造的教育＝福祉＝人間研究』 2:87-101, 2013．
16. 「自死指標から見る若年層のマクロ心身健康状態－ヤング・アダルトパラドクスをめぐって－」『現代の社会病理』 30:19-35, 2015．
17. 「私の社会病理学研究」『現代の社会病理』33:1-15, 2018
18. 「イエと家族の現代的景色」今関敏子編『家の文化学』257-285, 2018．

## 主要研究報告書
1. 『現代日本の家族意識』（平成12年度文部省科学研究費補助金基盤研究（A）研究代表者：森岡清美）2001.
2. 『経済環境および家族環境と中高年の自殺問題に関する研究』（平成12年度健康づくり等調査研究委託事業 主任研究者：清水新二）2001.
3. 「自殺に関する心理社会的要因の把握方法に関する研究―自殺問題に関する地域住民調査－」平成15年度厚生労働省科学研究『自殺の実態に基づく予防対策の推進に関する研究』報告書, 167-195, 2004.
4. 「遺族および民間の地域サポ－ト活動に関する社会心理学的研－自死遺族サポートグループの展開と課題に関する研究－」平成16年度厚生労働省科学研究『自殺の実態に基づく予防対策の推進に関する研究』報告書, 223-245, 2005.
5. 「遺族および民間の地域サポート活動に関する社会心理学的研究－わが国における自死遺族支援グループ育成への取り組みと連携課題－」平成17年度厚生労働省科学研究・こころの健康科学研究事業『自殺の実態に基づく予防対策の推進に関する研究』報告, 221-246, 2005.
6. 「自死遺族支援システム構築に向けた研修の試みと人的資源開発課題」平成18年度厚生労働省科学研究・こころの健康科学研究事業『自殺未遂者および自殺者遺族等のケアに関する研究』報告書, 51-67, 2006.
7. 「平成19年度大阪市勤労者の生活ストレス調査報告書」大阪市こころの健康センター 2007.
8. 「大阪市市政モニター報告書～生活ストレスについて～」大阪市こころの健康センター 2008.
9. 清水新二自死相談研究会 ：「自死と悩み相談活動に関する調査報告書」平成24年度大阪府補助事業 2013.

## 著書
- 『アルコール依存症と家族』培風館 1992 （現代家族問題シリーズ）
- 『ドナウの真珠 ブダペスト滞在記』ユー・コスモス 1994
- 『ハンガリー社会と健康・アルコール問題』多賀出版 1995
- 『酒飲みの社会学 アルコール・ハラスメントを生む構造』素朴社 1998 「酒飲みの社会学 酔っぱらいから日本が見える」新潮OH!文庫
- 『アルコール関連問題の社会病理学的研究 文化・臨床・政策』ミネルヴァ書房 2003（日本社会病理学会 出版奨励賞受賞）

### 共編著
- 『現代社会の諸問題』相川書房 1991
- 『家族問題 危機と存続』編 ミネルヴァ書房 2000 シリーズ家族はいま…
- 『共依存とアディクション - 心理・家族・社会 - 』編 培風館 2001
- 『社会病理学と臨床社会学 - 臨床と社会学的研究のブリッジング - 』学文社 2004（社会病理学講座Ⅳ）
- 『家族生活研究ー家族の景色とその見方ー』放送大学教育振興会 2009
- 『封印された死と自死遺族の社会的支援』編 至文堂 2009 現代のエスプリ501号
- 『死にたい声に寄り添って』 奈良いのちの電話協会 2012
- 『臨床家族社会学』放送大学教育振興会 2014
- 『新訂 家族生活研究ー家族の景色とその見方ー』放送大学教育振興会 2015

### 翻訳
- T.ハーシ『非行の原因: 家庭・学校・社会へのつながりを求めて』文化書房博文社 1995

## 参考
- ISBN 978-4-623-03742-1
- 『現代日本人名録』2002年
- HPアドレス：http://shinji-stanford2.sakura.ne.jp/